# La Fouly

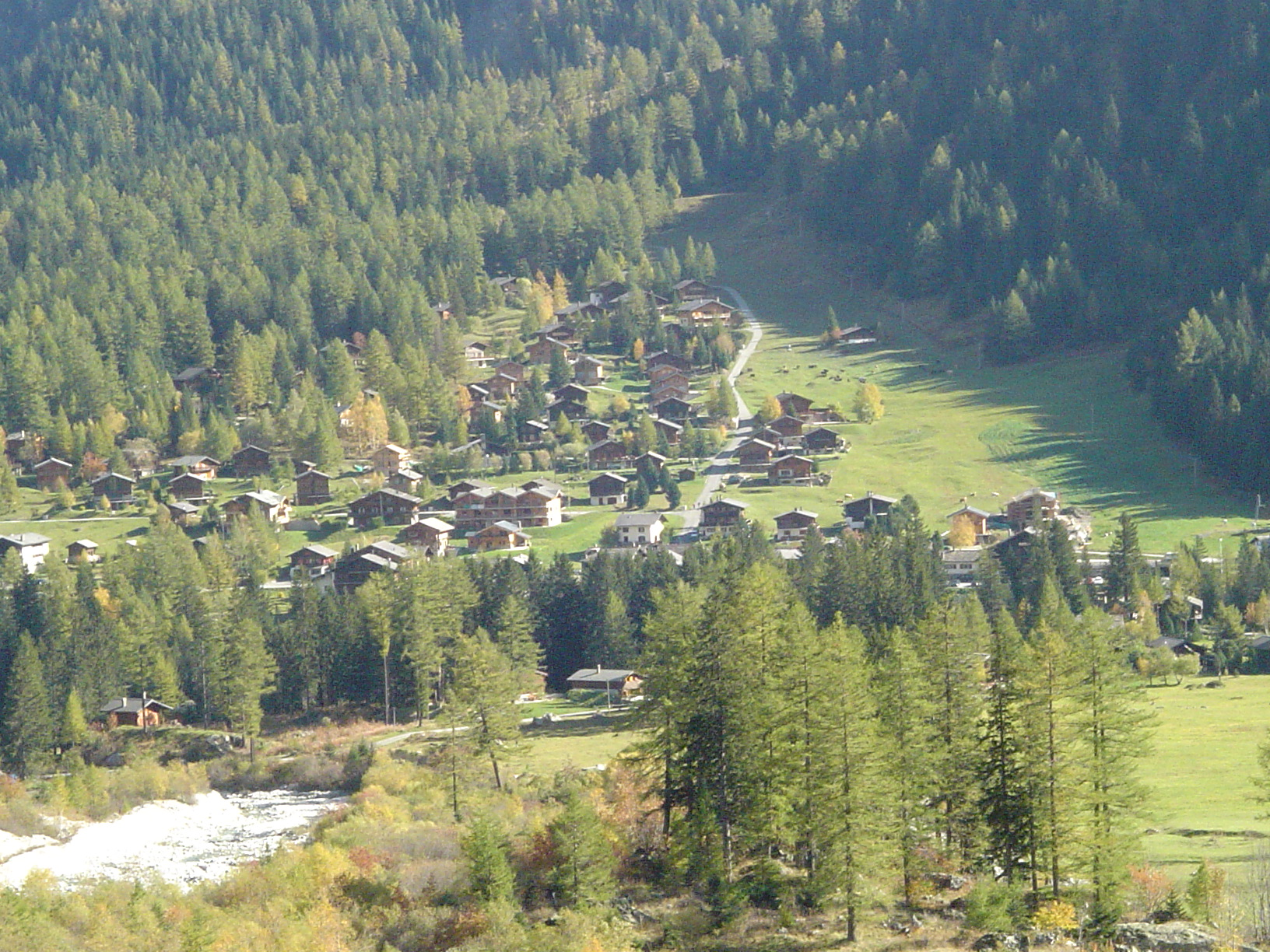
Blick auf La Fouly

La Fouly ist ein Dorf in der Schweizer Gemeinde Orsières im Kanton Wallis. Es liegt auf 1592 m ü. M. am Ende des Val Ferret. 
Der Ort hat 81 ständige Einwohner (Stand 2008) und besteht aus 100 Chalets, 20 Wohnungen, ein paar Hotels und einer Niklaus von Flüe geweihten Kapelle. Östlich oberhalb vom Dorf gibt es ein kleines Wintersportgebiet mit einem Sessellift und zwei Skiliften. Der Ort ist am Fuss vom Mont Dolent, dem Dreiländereck Frankreich-Italien-Schweiz, und der Tour Noir. Im Val Ferret liegt unterhalb von La Fouly das Dorf Praz de Fort, oberhalb nur noch der Weiler Ferret. Nach Süden führen Fusswege über die Pässe Petit und Grand Col Ferret (2490 m und 2536 m) nach Courmayeur im Aostatal. 
La Fouly war früher ein Maiensäss von Orsières. Der Sommertourismus entwickelte sich seit dem Anfang des 20. Jahrhunderts. Ganzjährig bewohnt wird der Ort erst ab 1965, seitdem die Zufahrtsstrasse im Winter geräumt wird. Der Ort ist heutzutage beliebt als Ausgangspunkt für Bergtouren und, dank seiner ruhigen Lage, bei Familien, die wandern und skifahren wollen.